# Cmentarz ewangelicki w Gutach
Cmentarz ewangelicki w Gutach – cmentarz ewangelicki w Trzyńcu, w dzielnicy Guty, w kraju morawsko-śląskim w Czechach. Jest własnością zboru Śląskiego Kościoła Ewangelickiego Augsburskiego Wyznania w Gutach. Ma powierzchnię ponad 3000 m² i znajduje się na nim 530 grobów.

## Historia
Cmentarz założony został w 1882 roku. Poświęcenia dokonał 8 listopada 1882 roku ksiądz Theodor Haase z asystującym mu księdzem Jerzym Heczko. Uroczystość poświęcenia była połączona z pierwszym pogrzebem na nowej nekropolii. 
Początkowo na cmentarzu znajdowała się drewniana kostnica, w latach 1922–1923 wybudowano tu murowaną kaplicę z drewnianą wieżą, przebudowaną w latach 1968–1969 na kościół.
7 sierpnia 1932 roku odsłonięto pomnik poświęcony ofiarom I wojny światowej, na którym umieszczono 26 nazwisk poległych mieszkańców dawnej wsi.
Od 1993 roku zarządcą cmentarza pozostaje Zbór Śląskiego Kościoła Ewangelickiego Augsburskiego Wyznania w Gutach, który po przejęciu nekropolii od miasta wybudował do niej asfaltową drogę dojazdową.